# Monhystera taaiboschiensis
Monhystera taaiboschiensis is een rondwormensoort uit de familie van de Monhysteridae. De wetenschappelijke naam van de soort is voor het eerst geldig gepubliceerd in 1980 door Joubert & Heyns.